# 橋瑁
橋 瑁（きょう ぼう、拼音: Qiáo Mào ？ - 初平元年（190年））は、中国後漢末期の政治家。字は元偉。文献によっては喬瑁と記されていることもある。『後漢書』・『三国志』にその名が散見される。豫州梁国睢陽県（河南省商丘市睢陽区）の出身。武帝紀の引く『英雄記』によると橋玄の一族とされるが、子の世代にあたる人物だということのみで、続柄は明らかではない。

## 生涯
兗州刺史を務めたことがあり、人柄がよく威厳と恩情を兼ね備えていたとされる。やがて東郡太守となった。
中平6年（189年）、十常侍と対立した何進は各地の軍を招聘した。その命令を受け、橋瑁は成皋の地に軍を駐屯させた。
何進と十常侍が共に滅び、董卓が朝廷の実権を握ると、橋瑁は三公の公文書を偽造し、董卓に対する挙兵を呼びかける檄文を作った（『後漢書』）。初平元年（190年）、董卓に反対する関東の諸侯が挙兵する（反董卓連合）と、橋瑁は孔伷・劉岱・張邈・張超・袁遺と共に参戦している。もっとも「臧洪伝」によると、当初挙兵したのは橋瑁達となっている。
袁紹を盟主として仰いだが、董卓が長安に遷都した後は事態に進展がなく、橋瑁は酸棗で劉岱・張邈・袁遺・鮑信・曹操と共に駐屯していた。曹操は、酸棗に駐屯する諸侯が酒宴ばかり開いて董卓と積極的に戦おうとしないことを憂い、進軍計画を立てた上で、戦をするよう奨めた。しかし諸侯はそれに応じなかった。
やがて酸棗の軍勢は兵糧が尽きて解散した（『後漢書』）。橋瑁は劉岱と対立し殺害されてしまった。

## 物語中の橋瑁
小説『三国志演義』では、檄文を作ったのは橋瑁ではなく曹操ということにされている。また、橋瑁が劉岱と争ったのも兵糧を巡ってのことにされている。